# On joue au docteur
 (janvier 2019).
On joue au docteur est une émission de télévision québécoise en treize épisodes de 22 minutes produite par Datsis Sphère, et diffusée entre le 7 janvier et le 1er avril 2019 sur Canal Vie.

## Synopsis
Chaque semaine, les animatrices Marie-Soleil Dion et Dre Natalia Vo invitent un artiste à intervenir sur des patients fictifs et identifier les soins médicaux qui pourraient être appropriés. À l’aide de mises en situation, elles testent les connaissances et les méconnaissances de leur invité en matière de santé.
Sur son site officiel, l'émission propose à ses adeptes un quiz et des vidéos exclusives qui déboulonnent des mythes en matière de santé. Le site web de l'émission a été développé par l'équipe de Version 10.

## Animatrices
- Marie-Soleil Dion
- Dre Natalia Vo

## Épisodes
1. Stéphane Bellavance
2. José Gaudet
3. Vanessa Pilon
4. Pénélope McQuade
5. Julie Snyder
6. Tammy Verge
7. Mélanie Maynard
8. Alex Perron
9. Bianca Gervais
10. Sophie Prégent
11. Antoine Vézina
12. Jonathan Roberge
13. Pierre-François Legendre